# Austrolimnophila interjecta
Austrolimnophila interjecta är en tvåvingeart som beskrevs av Alexander 1936. Austrolimnophila interjecta ingår i släktet Austrolimnophila och familjen småharkrankar. Inga underarter finns listade i Catalogue of Life.